# Camillo Peano
Camillo Peano (Saluzzo, 5 giugno 1863 – Roma, 13 maggio 1930) è stato un politico italiano.

## Biografia
Dopo una prestigiosa carriera al Ministero dell'interno, in cui fu ispettore generale e prefetto, divenne Capo di Gabinetto nel terzo Governo Giolitti (1906-1909). Nel 1910 la Commissione Peano per l'edilizia governativa (nominata con decreto del 21 luglio 1910) decise la localizzazione dei principali Ministeri e Uffici Pubblici. 

Allo scoppio della prima guerra mondiale, partecipò al dibattito sull'entrata in guerra dell'Italia. Restò famosa una lettera di Giovanni Giolitti a lui indirizzata dopo i rapporti avuti con l'ambasciatore tedesco in Italia, il principe Von Bülow:
(Lettera di Giolitti a Peano del 24 gennaio 1915)
Camillo Peano la pubblicò sul quotidiano filogiolittiano La Tribuna. La lettera suscitò molto clamore e valse a Giolitti l'ingeneroso appellativo di "uomo del parecchio". 
Dopo la guerra fu Ministro dei lavori pubblici nel secondo governo Nitti (1920) e nel quinto governo Giolitti (1920-1921) e Ministro del Tesoro nel primo governo Facta (1922). Divenne poi Senatore del Regno e Presidente della Corte dei Conti dal 1922 al 1928.
Si deve a lui la costruzione del ponte di Cardè.
Era padre adottivo del tenente pilota Casimiro Buttini, medaglia d'oro e d'argento al valor militare.